# ホイールマン 〜逃亡者〜
『ホイールマン 〜逃亡者〜』（ホイールマン とうぼうしゃ、Wheelman）は2017年のアメリカ合衆国のアクション映画。ジェレミー・ラッシュ監督の長編デビュー作で、出演はフランク・グリロとギャレット・ディラハントなど。

## ストーリー
本作の主人公はベテランのゲッタウェイ・ドライバーで、ホイールマンのニックネームで知られていた。そんなある日、引き受けた仕事の雇い主から「現場から逃げる際は金だけを積んで逃げろ。強盗の実行犯は現場に置き去りにしろ」という命令を受けた。不審に思ったホイールマンだったが、雇い主の命令を忠実に履行した。ところが、それが原因で何者かから命を狙われる羽目になった。
ホイールマンは何度も窮地に陥りながらも、その卓越した運転技術で危機を切り抜けていった。そうこうしているうちに、ホイールマンは自分が巻き込まれた事件の真相に辿り着くが、事態は既にのっぴきならない状態にあった。ホイールマンの愛娘（ケイティ）の命までもが狙われていたのである。ケイティを守り抜くべく、ホイールマンは一世一代の大勝負に打って出た。

## キャスト
※括弧内は日本語吹替
- ホイールマン: フランク・グリロ（水内清光）
- クレイ: ギャレット・ディラハント（樫井笙人）
- ケイティ: ケイトリン・カーマイケル（三品璃乃）
- ジェシカ: ウェンディ・モニツ（丸山雪野）
- ジャズ男: スレイン（江藤博樹）
- チーター: ジョン・セナティエンポ（岩城泰司）
- マザーファッカー: シェー・ウィガム（入江崇史）
- ベン・オクリ: ジェフリー・サマイ（藤井隼）

### 日本語吹替版スタッフ
- 演出：吉田啓介
- 翻訳：有馬康永
- 録音・調整：村越直/野本和弘
- 日本語版制作：BTI Studio/グロービジョン

## 製作・マーケティング
2016年5月10日、ジェレミー・ラッシュ監督の新作映画にフランク・グリロが出演するとの報道があった。17日、Netflixが本作の全世界配信権を購入したと報じられた。9月12日、本作の主要撮影がマサチューセッツ州ボストンで行われた。なお、撮影は同州内のローレンスでも行われた。
2017年8月17日、本作の劇中写真が初めて公開された。9月22日、本作はファンタスティック・フェストでプレミア上映された。10月9日、本作のオフィシャル・トレイラーが公開された。

## 評価
本作は批評家から好意的に評価されている。映画批評集積サイトのRotten Tomatoesには23件のレビューがあり、批評家支持率は87%、平均点は10点満点で6.9点となっている。サイト側による批評家の見解の要約は「『ホイールマン 〜逃亡者〜』のプロットは緊張感に満ちており、アクションシーンはフランク・グリロの名演によってエキサイティングなものになっている。同作はB級アクション映画のファンを十二分に楽しませるものである。」となっている。また、Metacriticには4件のレビューがあり、加重平均値は66/100となっている。